# Waldforum der Vereinten Nationen
Das Waldforum der Vereinten Nationen (englisch United Nations Forum on Forests, UNFF) ist ein im Oktober 2000 vom ECOSOC, dem Wirtschafts- und Sozialrat der Vereinten Nationen gegründetes und ihm untergeordnetes Organ mit dem Ziel, Grundsätze für eine nachhaltige Waldnutzung auf weltweiter Ebene zu erarbeiten.

## Entwicklung
Mit seinem Ziel folgt UNFF der auf der United Nations Conference on Environment and Development (UNCED) in Rio 1992 verabschiedeten Rio-Deklaration, den ebenfalls dort beschlossenen Waldprinzipien, dem Kapitel 11 der Agenda 21 über die Bekämpfung der Entwaldung sowie den Ergebnissen seiner Vorgängerorganisationen, dem Intergovernmental Panel on Forests (IPF) und dem Intergovernmental Forum on Forests (IFF). Diese unterhielten zwischen 1995 und 2000 den weltweiten Wald-Dialog und erreichten am Ende die Ausarbeitung von 270 politischen Vorschlägen, den so genannten IPF/IFF Proposals for Action zu Management, Erhaltung und nachhaltiger Nutzung aller Arten von Wäldern.
Auf seiner sechsten Sitzung vom 13. bis 24. Februar 2006 in New York konnten sich die Delegierten nicht auf einen Abschluss des ursprünglich nur bis 2005 angelegten Waldforums einigen. 2005 waren die Verhandlungen vor allem an der Frage gescheitert, ob ein weltweites Übereinkommen zum Schutz der weltweiten Wälder rechtlich verbindlichen oder unverbindlichen Charakter haben sollte. Diese Frage konnte auch 2006 nicht abschließend geklärt werden, wenn auch ein völkerrechtlich verbindlicher Vertrag vor allem aufgrund der Opposition Brasiliens sehr unwahrscheinlich geworden war.
Auf der siebten Sitzung (UNFF-7) vom 16. bis zum 24. April 2007 einigte man sich auf ein rechtlich unverbindliches Übereinkommen. Zugleich wurde ein mehrjähriges Arbeitsprogramm beschlossen (MYPOW – Multi-Year Programme of Work), in dessen Rahmen die Erreichung der vier Hauptziele des unverbindlichen Übereinkommens und dessen Implementierung gewährleistet werden sollen. Hierzu fanden bis 2015 die Sitzungen UNFF-8 bis UNFF-11 statt.

## Struktur
Das UNFF ist eine ständige Einrichtung. Deshalb wird für das Forum ein Sekretariat in New York unterhalten.
An dem Prozess beteiligt sind alle Staaten, auf deren Territorium sich Wald befindet. In seiner Eigenschaft als Dialog mit allen beteiligten Gruppen der Gesellschaft partizipieren viele Stakeholder, die in acht Hauptgruppen (Major Groups) organisiert sind.